# Evelyn Schels
Evelyn Schels (* 1955 in München) ist eine deutsche Autorin und Regisseurin.

## Leben und Werk
Schels studierte von 1975 bis 1982 Germanistik, Romanistik und Kunstgeschichte an der Ludwig-Maximilians-Universität München (Staatsexamen) und in Paris und wurde 1987 in München in vergleichender Literaturwissenschaft mit der Dissertation Die Tradition des lyrischen Dramas von Musset bis Hofmannsthal zum Dr. phil. promoviert. Seitdem ist sie als Regisseurin und Drehbuchautorin von Dokumentarfilmen und Fernsehserien u. a. für ARD und arte tätig und unterrichtet nebenberuflich als Dozentin an der Hochschule für Fernsehen und Film München. Ihre Filme wurden bei Festivals in Mailand, Paris, Berlin (Berliner Festwochen), Montreal und München (Internationales Dokumentarfilmfestival München) aufgeführt.
Zu ihren Filmen gehört auch die BR/ARTE-Reihe „Weltbürger und Grenzgänger“, in der sie zeitgenössische Persönlichkeiten wie Hans-Olaf Henkel, Wolfram Siebeck, Georges-Arthur Goldschmidt und Werner Spies vorstellte sowie die Reihe abendfüllender Dokumentarfilme „Mit den Augen der Frauen“ mit Stationen in portugiesischen, ungarischen und türkischen Familien. 2007 porträtierte sie in „Und die Liebe kommt später“ eine algerische Familie in Frankreich. Außerdem sind viele Porträts in der Reihe „Lebenslinien“ entstanden.
2013 lief ihr Dokumentarfilm über Georg Baselitz bundesweit im Kino. 2019 feierte ihr Film Body of Truth über Marina Abramović, Sigalit Landau, Shirin Neshat und  Katharina Sieverding Premiere auf dem Filmfest Hamburg. Die internationale Premiere war in New York - DOC NYC, der bundesweite Filmstart am 10. September 2020 im Verleih Filmwelt.
Schels war mit dem Historiker und Journalist Johannes Willms verheiratet. Sie lebt in München und Paris.

## Filmografie (Auswahl)
- 1987: In der Kälte von Nanterre – Patrice Chéreau (Porträt)
- 1988: Enzo Cucchi – Maler (Porträt)
- 1990: Luc Bondy – Regisseur (Porträt)
- 1990: Taggesichter, Nachtgesichter – Julien Green
- 1991: Der gefrorene Leopard – Künstler und eine Fotografie
- 1992: Dieter Dorn probt Lear
- 1994: Und in der Stille des Todes – Das Leben – Der Pariser Friedhof Père Lachaise
- 1995: Amour du Cinema – Der Mythos des französischen Films
- 1995: Menschen und Strassen – Place Pigalle
- 1997: Miss Doris und der Cancan – Die Ballettmeisterin des Moulin Rouge (Porträt)
- 1998: „Ich war ein zweiter Leonardo“ – Man Ray (Porträt)
- 1998: Auf der Spitze getanzt – Konstanze Vernon (Porträt)
- 1999: Utopien der Stadt – Robert Delaunay (Porträt)
- 2000: Turin – Eine strenge Schönheit
- 2004: Georg Baselitz Maler (Porträt)
- 2005: Henri Matisse – Die Farben des Südens (Porträt)
- 2007: Jean Tinguely – Ich bin ein Künstler der Bewegung (Porträt)
- 2007: Der Imam von Penzberg (Porträt über Benjamin Idriz)
- 2007: Und die Liebe kommt später – Die Geschichte einer Einwandererfamilie in Frankreich
- 2008: Der Dorfbesitzer (Porträt)
- 2008: Per Kirkeby – Der Natur auf der Spur
- 2009: Vamp, Kaninchen, Löwin – Margot Werner (Porträt)
- 2009: Amedeo Modigliani – Ein Italiener in Paris (Porträt)
- 2009: Meine Heimat ist die Fremde (Porträt über Nevfel Cumart)
- 2010: Salz im Mokka – Innenansicht einer türkischen Einwandererfamilie
- 2013: Für mich wird es nie vorbei sein – Corinna Ponto
- 2013: Georg Baselitz (Kinofilm)
- 2014: Pola Kinski – Die Berührte (Porträt)
- 2019: Body of Truth (Kinofilm)
- 2021: Georgia O’Keeffe - Une artiste au Far West (Porträt)
- 2024: Peter Lorre - Hinter der Maske des Bösen (Porträt)